# Anna Chuinyshena
Anna Andréyevna Chuinyshena –en ruso, Анна Андреевна Чуйнышена– (San Petersburgo, 17 de diciembre de 2000) es una deportista rusa que compite en saltos de plataforma.
En los Juegos Europeos de 2015 obtuvo una medalla de plata en la prueba de plataforma 10 m. Ganó una medalla de plata en el Campeonato Europeo de Saltos de 2017, en la misma prueba.

## Palmarés internacional
| Juegos Europeos    | Juegos Europeos   | Juegos Europeos  | Juegos Europeos |
| Año                | Lugar             | Medalla          | Prueba          |
| ------------------ | ----------------- | ---------------- | --------------- |
| 2015               | Bakú (Azerbaiyán) | Medalla de plata | Plataforma 10 m |
| Campeonato Europeo |                   |                  |                 |
| Año                | Lugar             | Medalla          | Prueba          |
| 2017               | Kiev (Ucrania)    | Medalla de plata | Plataforma 10 m |